# Leucovibrissea obconica
Leucovibrissea obconica är en svampart som först beskrevs av Kanouse, och fick sitt nu gällande namn av Korf 1990. Leucovibrissea obconica ingår i släktet Leucovibrissea och familjen Vibrisseaceae.   Inga underarter finns listade i Catalogue of Life.